# Monts d'Arawa
Les monts d'Arawa sont un massif montagneux granitique au sud du massif central guyanais. Ils sont intégrés au sein d'une zone naturelle d'intérêt écologique, faunistique et floristique (ZNIEFF) en raison de la diversité de leur biodiversité et sont partie intégrante du parc national de Guyane.

## Géographie
La ZNIEFF des Monts d'Arawa (type I) se situe dans le sud du département guyanais, sur la commune de Maripasoula. Elle concerne un des rares reliefs existant au sein de la plaine méridionale, entre les hauts bassins de rivière Tampok et la rivière Ouaqui. Sa superficie est de 6 771,58 hectares. Son altitude débute à 166 mètres pour atteindre 442 mètres.
Les monts d'Arawa forment un massif isolé de savane-roche sur un socle granitique. Le relief est constitué par un piton rocheux dominant formant un monolithe dénudé culminant à 442 mètres d'altitude, le mont Arawa. L'ensemble des habitats liés aux formations d'inselberg est particulièrement bien représenté sur ce site montagneux avec des parois verticales, des dalles rocheuses, des forêts basses à myrtacées et des rochers sous forêt amazonienne.

## Flore
La flore est diverses. Les formations herbacées dominantes sont principalement formées de poacées (Axonopus ramosus, Ischaemum guianense) et de fabacées (Stylosanthes guianensis, Chamaecrista desvauxii).
Parmi les autres plantes, Ananas ananassoides, Furcraea sp., Passiflora foetida, Cyrtopodium sp., Apocynaceae sp. et Hippeastrum sp..

## Faune
Amphibiens
Phyllomedusa hypochondrialis, Leptodactylus longirostris, Leptodactylus myersi, Scinax proboscideus, Atelopus spumarius.
Oiseaux
Pénélope à gorge bleue (Pipile cumanensis), Geai de Cayenne (Cyanocorax cayanus), Coracine dont Coracine rouge.